# 인천부 갑
인천부 갑은 대한민국의 옛 국회의원 선거구이다. 당시 경기도 인천부의 일부 지역을 관할했다.

## 역사
1948년 제헌 국회의원 선거를 앞두고 신설되었다.
1949년 인천부의 명칭이 인천시로 변경되었다. 또한 인천 지역의 선거구 개편으로 인천시 지역 선거구가 갑, 을, 병 체제가 됨에 따라 제2대 국회의원 선거를 앞두고 인천시 갑 선거구와 인천시 을 선거구로 관할 지역이 나뉘게 되면서 폐지되었다.

## 역대 국회의원
| 선거   | 정당 | 정당   | 의원   |
| ------ | ---- | ------ | ------ |
| 1948년 |      | 무소속 | 곽상훈 |

## 역대 선거 결과

### 대한민국 제헌 국회의원 선거
|  | 56.80% |

|  | 11.39% |

|  | 10.52% |

|  | 8.59% |

|  | 6.47% |

|  | 3.58% |

|  | 2.61% |